# Campeonato Paraguaio de Futebol de 2014
O Campeonato Paraguaio de Futebol de 2014 foi disputado em dois turnos e vencido m ambos pelo Libertad

## Torneio Apertura
| Pos | Equipes           | Pts | J  | V  | E  | D  | GM | GS |
| --- | ----------------- | --- | -- | -- | -- | -- | -- | -- |
| 1   | Libertad          | 50  | 22 | 15 | 5  | 2  | 41 | 17 |
| 2   | Guaraní           | 46  | 22 | 14 | 4  | 4  | 56 | 31 |
| 3   | Olimpia           | 33  | 22 | 9  | 6  | 7  | 32 | 26 |
| 4   | Cerro Porteño     | 31  | 22 | 8  | 7  | 7  | 49 | 38 |
| 5   | Sol de América    | 31  | 22 | 7  | 10 | 5  | 36 | 31 |
| 6   | Rubio Ñu          | 30  | 22 | 8  | 6  | 8  | 38 | 37 |
| 7   | Nacional          | 30  | 22 | 8  | 6  | 8  | 26 | 27 |
| 8   | Sportivo Luqueño  | 28  | 22 | 6  | 10 | 6  | 23 | 25 |
| 9   | Deportivo Capiatá | 26  | 22 | 6  | 8  | 8  | 22 | 37 |
| 10  | General Díaz      | 19  | 22 | 4  | 7  | 11 | 19 | 34 |
| 11  | 12 de Octubre     | 15  | 22 | 2  | 9  | 11 | 21 | 38 |
| 12  | 3 de Febrero      | 14  | 22 | 2  | 8  | 12 | 22 | 44 |

|  | Equipe classificada para a Fase de Grupos da Copa Libertadores da América de 2015 |

## Torneio Clausura
| Pos | Equipes           | Pts | J  | V  | E | D  | GM | GS |
| --- | ----------------- | --- | -- | -- | - | -- | -- | -- |
| 1   | Libertad          | 46  | 22 | 14 | 4 | 4  | 41 | 18 |
| 2   | Cerro Porteño     | 44  | 22 | 13 | 5 | 4  | 43 | 20 |
| 3   | Guaraní           | 41  | 22 | 12 | 5 | 5  | 49 | 29 |
| 4   | Sportivo Luqueño  | 35  | 22 | 9  | 8 | 5  | 24 | 23 |
| 5   | Nacional          | 32  | 22 | 9  | 5 | 8  | 18 | 19 |
| 6   | Olimpia           | 30  | 22 | 8  | 6 | 8  | 28 | 24 |
| 7   | General Díaz      | 29  | 22 | 8  | 5 | 9  | 26 | 33 |
| 8   | 3 de Febrero      | 25  | 22 | 7  | 4 | 11 | 22 | 35 |
| 9   | Sol de América    | 24  | 22 | 6  | 6 | 10 | 24 | 32 |
| 10  | Deportivo Capiatá | 21  | 22 | 5  | 6 | 11 | 22 | 34 |
| 11  | Rubio Ñu          | 20  | 22 | 4  | 8 | 10 | 21 | 33 |
| 12  | 12 de Octubre     | 16  | 22 | 4  | 4 | 14 | 23 | 41 |

|  | Equipe classificada para a Fase de Grupos da Copa Libertadores da América de 2015 |